# Ogema (Minnesota)
Ogema es una ciudad ubicada en el condado de Becker en el estado estadounidense de Minnesota. En el Censo de 2010 tenía una población de 184 habitantes y una densidad poblacional de 55,33 personas por km².

## Geografía
Ogema se encuentra ubicada en las coordenadas 47°6′7″N 95°54′55″O / 47.10194, -95.91528. Según la Oficina del Censo de los Estados Unidos, Ogema tiene una superficie total de 3.33 km², de la cual 3.18 km² corresponden a tierra firme y (4.28%) 0.14 km² es agua.

## Demografía
Según el censo de 2010, había 184 personas residiendo en Ogema. La densidad de población era de 55,33 hab./km². De los 184 habitantes, Ogema estaba compuesto por el 38.59% blancos, el 0% eran afroamericanos, el 46.2% eran amerindios, el 0% eran asiáticos, el 0% eran isleños del Pacífico, el 0% eran de otras razas y el 15.22% pertenecían a dos o más razas. Del total de la población el 3.26% eran hispanos o latinos de cualquier raza.